# Mihai Răzvan Ungureanu
Mihai Răzvan Ungureanu (* 22. září 1968) je rumunský politik a historik. V roce 2012 byl tři měsíce premiérem Rumunska, ve stejném roce byl pět dní ministrem životního prostředí. V letech 2004–2007 byl ministrem zahraničních věcí. Před rokem 2007 byl člen Národní liberální strany (Partidul Național Liberal), od roku 2012 je člen a předseda strany Občanská síla (Forța Civică). V letech 2007-2012 byl ředitelem kontrarozvědky (Serviciul de Informații Externe).